# Bob Lazar
Bob Lazar, właśc. Robert Scott Lazar (ur. 26 stycznia 1959 w Coral Gables) – samozwańczy naukowiec. Rzekomo był zatrudniony przez armię amerykańską do badania pojazdów pochodzenia pozaziemskiego

## Opowieść Lazara
W 1989 roku stacja telewizyjna w Las Vegas nadała wywiad z samozwańczym naukowcem Bobem Lazarem. Twierdził, że pracował w ściśle tajnym obiekcie o nazwie S-4, na zlokalizowanym na południe od Strefy 51 w Nevadzie. Zeznawał jak widział dziewięć pozaziemskich latających spodków przechowywanych w S-4. Twierdzi, że jego praca polegała na inżynierii wstecznej reaktora jednego z latających dysków. Tam został poinformowany o historii interakcji istot pozaziemskich z ludzkością. Według Lazara spodek leci przy użyciu wzmacniaczy grawitacyjnych, zdolnych do utworzenia własnego pola grawitacyjnego. Moc potrzebna do tego jest generowana w reaktorze statku, który jest zasilany przez pierwiastek 115. 
Rzekomo studiował w Kalifornijskim Instytucie Technicznym oraz w Instytucie Technicznym w Massachusetts. Jednak brak jakiegokolwiek potwierdzenia Rzekomo jego dokumentacja edukacyjna została zniszczona przez rząd. Dodatkowo twierdzi, że został postrzelony na zlecenie władz.
Lazar twierdzi, że poznał Edwarda Tellera, kiedy pracował w Los Alamos. Ten polecił go do pracy w EG&G, po czym przeprowadził się do Las Vegas. Bob pracował nad statkiem, nawet uczestniczył w eksperymentalnych lotach. Wewnątrz statku były trzy poziomy (na najwyższy nigdy go nie wpuszczono). Wejście prowadziło do środkowego. Tam trzy niewielkie fotele, które stanowiły całość z poszyciem, jakby stopione w jednej formie. Niżej znajdował się reaktor antygrawitacyjny, zawierający bardzo ciężki, stabilny pierwiastek, nieznany na Ziemi. Umieszczono go w układzie okresowym pod numerem 115 (obecnie taki pierwiastek jest znany i nosi nazwę moskow). Opisał ten pierwiastek jako ciężki metal, barwy pomarańczowej.

## Krytyka
Edward Teller zaprzecza, by kiedykolwiek znał Lazara. W Los Alamos zaprzeczają, by był kiedykolwiek zatrudniony, jednak oprowadzał po nim dziennikarzy jak po własnym domu. Dr Dawid L. Morgan wykazał znaczne braki jego wiedzy, a opisywane wynalazki przeczą prawom fizyki.
Władze aresztowały go za pomocnictwo i podżeganie do prostytucji. Zarzut później został zredukowany do przestępstwa stręczycielstwa – do którego przyznał się.
Mężczyzna jest właścicielem przedsiębiorstwa United Nuclear Scientific Supplies. W 2003 roku agenci federalni dokonali przeszukania siedziby firmy. Podejrzewano, że sprzedawane chemikalia mogą być użyte do produkcji materiałów wybuchowych.

## Badanie wariografem
W 1989 roku Bob Lazar zgodził się na udział w badaniu wariografem. Wariografista Ron Clay zadał pytania dotyczące technologii, którą widział Lazar. Pytanie brzmiało: „Czy świadomie kłamałeś, kiedy widziałeś antygrawitacyjny napęd podczas działania?”. Odpowiedź Lazara brzmiała: „Nie”. Wyniki przeprowadzonego testu nie były jednoznaczne. Podczas pierwszej próby wynik sugerował, że Lazar mówił prawdę, natomiast druga próba pokazała, że kłamał. Były policjant, wariografista Terry Tabernetti przeprowadził cztery kolejne próby, z których wynikło, że Lazar mówił prawdę. Tabernetti wysłał wyniki do kolejnego wariografisty, który również stwierdził, że wyniki wskazywały na to, że Bob Lazar mówił prawdę. Czwarty wariografista badający wyniki, stwierdził, że Lazar mógł relacjonować informacje, które zdobył od kogoś innego i nie potwierdził wiarygodności przeprowadzonych testów. Wariografiści zgodzili się, że nie wydadzą ostatecznego oświadczenia co do wiarygodności Lazara, zanim nie przeprowadzą bardziej specjalistycznych testów, które nigdy nie nastąpiły.